# 坎德亚斯 (巴伊亚州)
坎德亚斯（葡萄牙語：Candeias）是巴西巴伊亚州的一个市镇。总面积264.487平方公里，总人口81699人，人口密度308.9人/平方公里。